# Olympische Winterspiele 1932/Teilnehmer (Kanada)
| Gelbes Symbol für Goldmedaillen mit stilisierten Olympischen Ringen | Graues Symbol für Silbermedaillen mit stilisierten Olympischen Ringen | Braundes Symbol für Bronzemedaillen mit stilisierten Olympischen Ringen |
| ------------------------------------------------------------------- | --------------------------------------------------------------------- | ----------------------------------------------------------------------- |
| 1                                                                   | 1                                                                     | 5                                                                       |

Kanada nahm an den III. Olympischen Winterspielen 1932 in Lake Placid mit einer Delegation von 42 Athleten in sechs Disziplinen teil, davon 38 Männer und 4 Frauen. Die Athleten gewannen insgesamt eine Gold-, eine Silber- und fünf Bronzemedaillen. Die Goldmedaille wurde von der Eishockeymannschaft gewonnen.
Fahnenträger bei der Eröffnungsfeier war der Eishockeyspieler Hack Simpson.

## Teilnehmer nach Sportarten

### Eishockey
Männer
| - Bill Cockburn - Cliff Crowley - Bert Duncanson - George Garbutt - Roy Hinkel - Vic Lindquist - Norm Malloy | - Wally Monson - Ken Moore - Romeo Rivers - Hack Simpson - Hugh Sutherland - Stan Wagner - Alston Wise |

- Gold

### Eiskunstlauf
Männer
- Montgomery Wilson
Bronze  (2448,3)

Frauen
- Mary Littlejohn
15. Platz (1711,6)

- Elizabeth Fisher
13. Platz (1801,0)

- Constance Wilson-Samuel
5. Platz (2129,5)

Paare
- Frances Claudet & Chauncey Bangs
6. Platz (68,9)

- Constance Wilson-Samuel & Montgomery Wilson
5. Platz (69,6)

### Eisschnelllauf
Männer
- Frank Stack
500 m: 4. Platz
1500 m: 4. Platz
5000 m: 7. Platz
10.000 m: Bronze

- Leopold Sylvestre
500 m: im Vorlauf ausgeschieden

- Willy Logan
500 m: 5. Platz
1500 m: Bronze 
5000 m: Bronze 
10.000 m: im Vorlauf ausgeschieden

- Alexander Hurd
500 m: Bronze 
1500 m: Silber 
5000 m: Rennen nicht beendet
10.000 m: 7. Platz

- Herb Flack
1500 m: im Vorlauf ausgeschieden

- Harry Smyth
5000 m: 8. Platz

- Marion McCarthy
10.000 m: Rennen nicht beendet

### Nordische Kombination
- Arthur Gravel
Einzel: 30. Platz (278,60)

- Howard Bagguley
Einzel: 24. Platz (318,70)

- Ross Wilson
Einzel: 31. Platz (252,80)

- Jostein Nordmoe
Einzel: 10. Platz (367,56)

### Skilanglauf
Männer
- John Currie
18 km: 40. Platz (1:49:03 h)

- John Taylor
18 km: 39. Platz (1:48:11 h)

- Bud Clark
18 km: 38. Platz (1:46:33 h)

- Harry Pangman
18 km: 35. Platz (1:43:12 h)

- Walter Ryan
50 km: nicht beendet

- Hubert Douglas
50 km: nicht beendet

- Kaare Engstad
50 km: 16. Platz (5:19:19 h)

### Skispringen
- Arnold Stone
Normalschanze: 29. Platz (115,5)

- Leslie Gagne
Normalschanze: 30. Platz (110,5)

- Jacques Landry
Normalschanze: 20. Platz (186,8)

- Bob Lymburne
Normalschanze: 19. Platz (192,1)